# داتشينغ
داتشينغ (بالصينية: 大庆) هي مدينة من مدن الصين. يبلغ عدد سكانها 2904532 نسمة حسب إحصائيات سنة 2010. يبلغ ارتفاع المدينة عن سطح البحر قرابة 149 متر. تبلغ مساحتها 22161 كم².

## توأمة
لداتشينغ اتفاقيات توأمة مع كل من:
- كالغاري
- لوهانسك
- كراسنويارسك (2002 - )

## أعلام
- دينغ نينغ